# タハール州
タハール州（タハールしゅう、ペルシア語: د تخار ولايت）は、アフガニスタン北東部の州である。面積は1万2458平方キロメートル（34州中19位）、総人口は約93万人（34州中9位）、人口密度は75人/平方キロ（34州中12位）である。州都はタールカーン。

## 地理
クワジャムハンマッド山脈（英語: Khwaja Muhammad Range/Koh-i- Khwāja Muhammad）の西側に位置している。
- 州都タールカーン
- Khawajah Bahawuddin
- Khawajah Bahawuddin
- Khawajah Bahawuddin
- 紀元前1世紀のアイハヌムの哲学者像

## 歴史

### 青銅器時代・古代

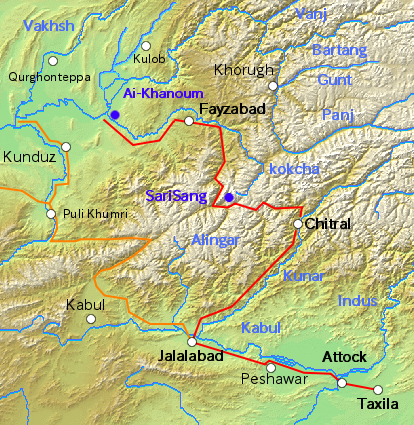
インダス川とアムダリヤ川をつなぐ古代の道路

古代のインダス文明はメソポアミア・ハラッパー路を通じて、金などの貴金属や木材をメソポタミア文明に輸出していた。ガンダーラの首都はパキスタンのタキシラにあり、ジャララバードからクナール川沿いの渓谷をチトラルまで登ってバダフシャーン州のコクチャ川に至り、川沿いの渓谷を下ってタハール州に入りパンジ川に達する古道は、ヒンドゥークシュ山脈を越えてアムダリヤ川に達する重要な街道の1つだった。パンジ川に面する州の北部には前21世紀頃にショルトゥガイがあり、前4世紀頃にはアイ・ハヌムがあった。

### 中世
13世紀後半、中国に向かう途中のマルコ・ポーロがタールカーンを訪れた。その頃のタールカーンは塔里干と呼ばれており、穀物やスモモ（ハダンキョウ）、ピスタチオ（フスダシウ）の集積地だった。町の南には塩で出来た山があり、品質の良い岩塩が採れたので遠方から商人が集まったと言う。

### 冷戦時代
タハール州は1950年頃には無かったが、1958年から1964年頃にタールカーン州が出来て、1964年4月に改名されて現在の名前になった。

### 冷戦終結後

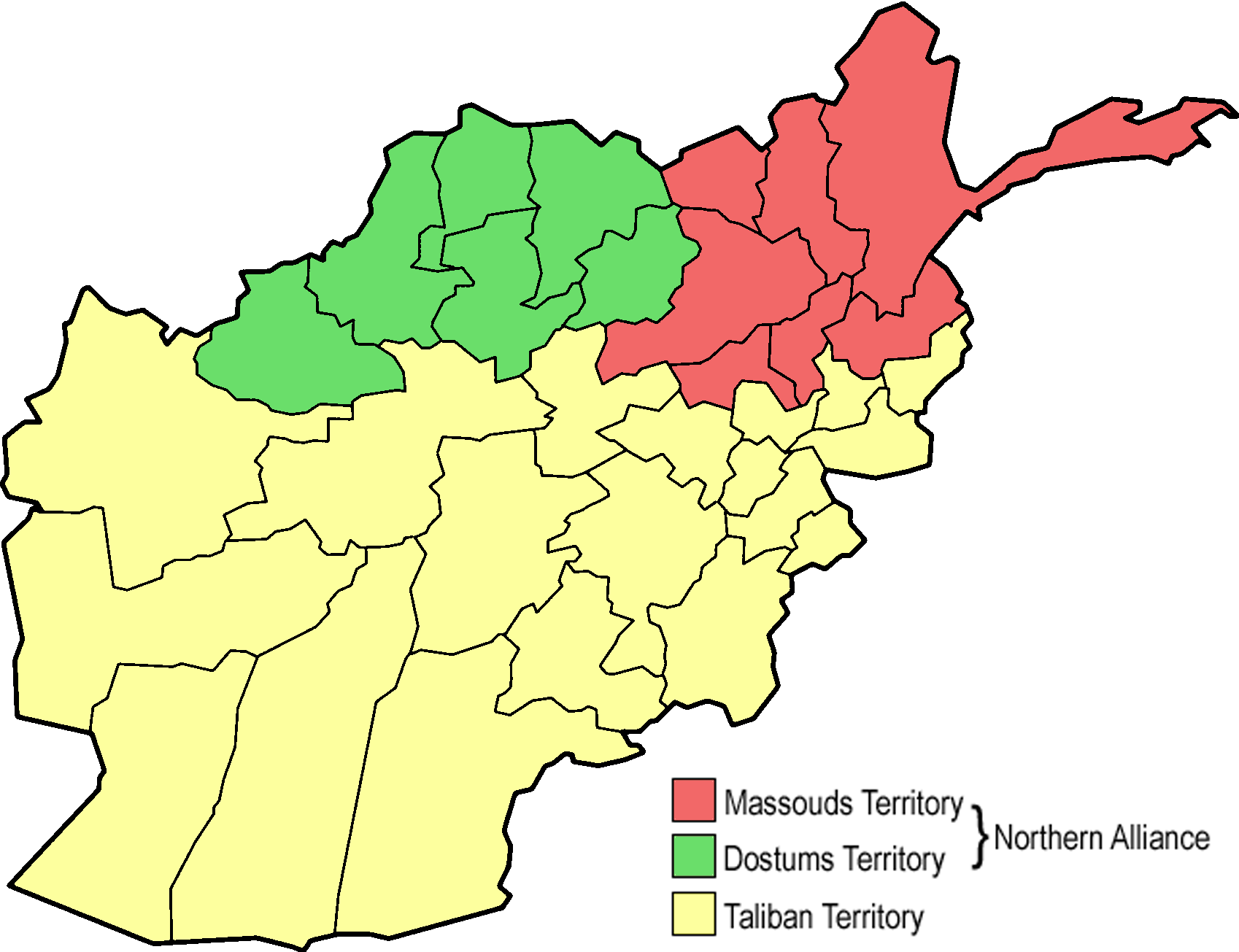
1997年のアフガニスタンの状況。赤がマスード派、緑がドスタム派、黄がターリバーン

タハール州はイスラム協会（後に北部同盟）の幹部ブルハーヌッディーン・ラッバーニーやアフマド・シャー・マスードの出身地に隣接しており、イスラム協会の拠点の1つだった。しかし1997年から1998年にかけて、ターリバーンは近隣のクンドゥーズ州やバルフ州、バグラーン州の州都を次々と占領し、反タリバーン勢力は劣勢に立たされた。1998年の2月と5月にはマグニチュード5.8とマグニチュード6.6の地震が発生し、バダフシャーン州やタハール州を中心に数千人の住民が死亡した。

### アメリカ同時多発テロ事件以降
2001年9月、アメリカ同時多発テロ事件が起き、10月にはアメリカ合衆国がアフガニスタンに侵攻した。アメリカや有志連合、北部同盟の軍隊はクンドゥーズ包囲戦を行い、11月11日にターリバーンから州都タールカーンを奪回した。2002年3月、アフガニスタン北部地震（Mw7.4）が発生し、バダフシャーン州やタハール州で300戸の住宅が被害を被った。2004年10月、第一回の大統領選挙が実施され、タハール州ではラシッド・ドスタムが最多得票（約40％）を得た。

### 第二回大統領選挙後
2009年8月、第二回の大統領選挙が実施され、タハール州ではアブドラ・アブドラ元外相が最多得票（約52％）を得た。2010年10月、クンドゥーズ州のムハンマド・オマル知事がタハール州で自爆テロに巻き込まれて死亡した。2012年12月、ISAF軍はタハール州の治安権限をアフガニスタン軍に移譲した。

### 第三回大統領選挙後
2014年4月、第三回の大統領選挙が実施され、タハール州ではアブドラ・アブドラ元外相が最多得票（約50％）を得た。2015年9月、ターリバーンによると南部のIshkamish郡とYangi Qala郡や北部のBangi 郡を攻撃しているようである。2015年10月、バダフシャーン州でマグニチュード7.5の地震が起き、州都タールカーンではメルカリ震度階級VIIの揺れを観測し、将棋倒しなどにより死傷者が出た。同月、ターリバーンはDarqand郡を占領した。

### 第四回大統領選挙後
2021年6月、ターリバーンの侵攻や治安軍の撤退により2週間で8郡が陥落した。8月8日、ターリバーンは州都タールカーンを占領した。8月9日、アフガニスタン軍は州南部のWarsaj District郡やFarkhar郡を奪還した。

## 行政区分

タハール州の郡

1市16郡を擁する。
1. Baharak District
2. en:Bangi District
3. en:Chah Ab District
4. en:Chal District
5. en:Darqad District
6. en:Dashti Qala District
7. en:Farkhar District
8. en:Hazar Sumuch District
9. en:Ishkamish District
10. en:Kalafgan District
11. en:Khwaja Baha Wuddin District
12. en:Khwaja Ghar District
13. en:Namak Ab District
14. en:Rustaq District
15. en:Taluqan District - 州都タールカーン
16. en:Warsaj District
17. en:Yangi Qala District

### 都市
タハール州では州都周辺（約22万人）やRustaq郡（約16万人）、Chahab郡（約8万人）、Khwaja Ghar郡（約7万人）など州の北部に多くの住民が居る。人口1万人以上の都市は州都タールカーン（約7万人）やChahab（約2万人）、Rustaq（約1万人）である。

## 産業

### 農業
| 種類             | 生産量       | 順位 |
| ---------------- | ------------ | ---- |
| 小麦             | 43万9000トン | 1位  |
| 米               | 5万6877トン  | 3位  |
| 大麦             | 3万7656トン  | 3位  |
| とうもろこし     | 9702トン     | 13位 |
| 綿花             | 3190トン     | 4位  |
| アーモンド       | 570トン      | 6位  |
| グレープフルーツ | 222トン      | 16位 |
| 桃               | 110トン      | 5位  |
| ザクロ           | 100トン      | 8位  |
| りんご           | 65トン       | 19位 |

タハール州は小麦（34州中1位）や米（34州中3位）、大麦（34州中3位）、綿花（34州中4位）、桃（34州中5位）の生産が全国的に見ても盛んで、アーモンド（34州中6位）やザクロ（34州中8位）がかなり生産されている。

### 鉱業
タハール州では金砂鉱や蒸発岩の鉱脈が発見されている。

## 住民

### 民族
タハール州で人口が最も多いのはウズベク人とタジク人であり、パシュトゥーン人、ハザーラ人が続く。識字率は16％である。